# Come See About Me
Come See About Me, album av Neil Sedaka, utgivet 1984 på skivbolaget Curb Records och det är producerat av Dan Hartman.
På detta album skunger Sedaka låtar som har varit hits för andra artister. Originalartisterna är angivna inom parentes efter respektive låt. Flera originalartister medverkar på sina "egna" gamla låtar, som exempelvis  Mary Wilson (från The Supremes) på "Come See About Me" och Gary U.S. Bonds på "New Orleans".
LP:n har inte (2012) återutgivits på CD.

## Låtlista
1. Come See About Me (Holland/Dozier/Holland) (The Supremes)
2. Your Precious Love (Ashford/Simpson) (Marvin Gaye och Tammi Terrell)
3. Rhythm Of The Rain (John Gunmore) (The Cascades)
4. Tears On My Pillow (Sylvester Bradford/Al Lewis) (Little Anthony & The Imperials)
5. It's All In The Game (Carl Sigman/Gen. Charles G. Dawes) (Tommy Edwards)
6. New Orleans (Frank Guida/Joseph Royster) (Gary U.S. Bonds)
7. Searchin' (Jerry Leiber/Mike Stoller) (The Coasters)
8. Earth Angel (Jesse Belvin/Gaynel Hodge/Curtis "Fitz" Williams) (The Penguins)
9. Cathy's Clown (Don Everly) (The Everly Brothers)
10. Stagger Lee (Lloyd Price/Harold Hogan) (Lloyd Price)